# كارل إنغليش
كارل إنغليش (بالإنجليزية: Carl English)‏ مواليد 2 فبراير 1981 في سانت جونز، هو لاعب كرة سلة كندي. بدأ مسيرته الاحترافية في سنة 2003. يلعب مع فريق ألبا برلين. يبلغ طوله 6 قدم 5 بوصة (2.0 م). حقق المركز الثاني في دورة الألعاب الأمريكية 2015.

## المسيرة الاحترافية
لعب مع فيرتوس بالاكانسترو بولونيا في موسم 2005–2006، ثم لعب مع سي بي غران كناريا في الدوري الإسباني من سنة 2007 إلى 2009، ثم لعب مع ساسكي باسكونيا في موسم 2009–2010، ثم لعب مع جوفينتوت بادالونا في الدوري الإسباني في موسم 2010–2011، ثم لعب مع إشبيلية في موسم 2011–2012، ثم لعب مع سي بي إستوديانتس في الدوري الإسباني في موسم 2012–2013، ثم لعب مع كانارياس لكرة السلة في سنة 2014.

## الميداليات
| الميدالية | المسابقة                    |
| --------- | --------------------------- |
| فضية      | دورة الألعاب الأمريكية 2015 |

## روابط خارجية
- كارل إنغليش على موقع الاتحاد الدولي لكرة السلة (الإنجليزية)
- كارل إنغليش على موقع الدوري الأوروبي لكرة السلة (الإنجليزية)
- كارل إنغليش على موقع الدوري الإسباني لكرة السلة (الإسبانية)
- كارل إنغليش على موقع كرة السلة الأوروبية.كوم (الإنجليزية)
- كارل إنغليش على موقع كلية كرة السلة في سبورتس رفرنس.كوم (الإنجليزية)
- كارل إنغليش على موقع ريلجم (الإنجليزية)
- كارل إنغليش على موقع بروبوليرز (الإنجليزية)
- كارل إنغليش على موقع سبورتس رفرنس (الإنجليزية)
- كارل إنغليش على موقع سبورتس رفرنس (الإنجليزية)
- كارل إنغليش على موقع اللجنة الأولمبية الكندية (الإنجليزية)